# Rix필승코리아체
Rix필승코리아체는 폰트릭스에서 제작한 글꼴이다.